# خلل الوظائف المستقلة
الجهاز العصبي المستقل أو الذاتي هو جزء من الجهاز العصبي. وهو يسيطر على الأفعال اللاإرادية، مثل خفقان القلب وانبساط الأوعية الدموية أو انقباضها. وعند وجود خلل في هذا الجهاز يمكن أن تظهر مشاكل خطيرة. ومن هذه المشاكل:
- اضطرابات في ضغط الدم
- اضطرابات في التنفس وفي البلع
- خلل الانتصاب والوظيفة الجنسية لدى الذكور

يصيب الجهاز العصبي اللا ارادي (autonomic nervous system بالإنجليزية )الأمر الذي يضر بشكل كبير باداء العديد من الأجهزة في الجسم
قد يكون خلل الوظائف المستقلة وراثيا (النوع الوراثي العائلي) ،و قد يكون مكتسباً، كما قد يكون أوليا (أي مجهول السبب) أو ثانويا (أي نتيجة لمرض آخر )
يتصل خلل الوظائف المستقلة بكثير من الأمراض الأخرى مثل : متلازمة تسارع معدل ضربات القلب الموضعي الإنتصابي ، فشل الوظائف المستقلة الكلي، انخفاض ضغط الدم العصبي ، مرض البول السكري ، متلازمة جيلان باريه، داء النشواني
خلل الوظائف المستقلة قد يكون عارض مصاحب لأمراض سيكوسماتيكية أخرى كمتلازمة التعب المزمن، الفيبروميلغية، متلازمة القولون العصبي، العصاب والوهن العصبي

## العلامات والأعراض
تعود أعراض خلل الوظائف المستقلة المتعددة والمتنوعة وفقًا لكل شخص إلى الإشارات الصادرة غير الفعالة أو غير المتوازنة المرسلة عبر كلا النظامين. تشمل الأعراض الأولية لدى الأفراد المصابين بخلل الوظائف المستقلة
- نقص التعرق
- القلق
- ازدواج الرؤية أو ضبابية الرؤية
- سلس الأمعاء
- ضبابية الدماغ
- الإمساك
- الدوخة
- عسر البلع
- عدم تحمل التمارين
- الأرق
- انخفاض ضغط الدم
- هبوط الضغط الانتصابي
- الإغماء
- تسرع القلب
- الرؤية النفقية
- سلس البول أو احتباس البول
- الدوار
- الضعف

## الأسباب
قد ينتج خلل الوظائف المستقلة عن أمراض عصبية وراثية أو تنكسية (خلل الوظائف المستقلة الأولي)، أو قد يحدث بسبب وجود إصابة في الجهاز العصبي الذاتي ناتجة عن اضطراب مكتسب (خلل الوظائف المستقلة الثانوي). تشمل الأسباب الأكثر شيوعًا لخلل الوظائف المستقلة
- الإيدز أو «إتش آي في»
- داء لايم
- التصلب المتعدد
- الضمور الجهازي المتعدد
- متلازمة الأباعد الورمية
- مرض باركنسون
- إصابة النخاع الشوكي
- الجراحة على الأعصاب أو إصابتها
- التأثير السمي (فينكريستين)[3]
- الكحولية
- داء النشواني
- أمراض المناعة الذاتية، مثل متلازمة شوغرن، والذئبة الحمامية الشاملة (الذئبة) والاعتلال العقدي الذاتي الناجم عن المناعة الذاتية
- عدم الاستقرار القحفي العنقي
- السكري
- متلازمة لامبرت-إيتون
- متلازمة إيلرز دانلوس
- متلازمة غيلان باريه

في الجهاز العصبي الودي (إس إن إس)، يُعد خلل الوظائف المستقلة السائد شائعًا بالترافق مع الألم العضلي الليفي، ومتلازمة التعب المزمن، ومتلازمة القولون المتهيج ومتلازمة المثانة المؤلمة، ما يزيد من احتمالية كون خلل الوظائف المستقلة الإمراضية الكامنة المشتركة الجامعة بين هذه الحالات.
بالإضافة إلى اعتباره أحد أعراض خلل الوظائف المستقلة في بعض الأحيان، قد يظهر القلق جسديًا عبر أعراض مشابهة للخلل الوظيفي الذاتي. من المهم إجراء فحص شامل لاستبعاد الأسباب الفزيولوجية، إلا أنه في حالة إجراء الفحوص الضرورية وعدم العثور على أي أسباب أو أعراض مطابقة لأي اضطرابات معروفة، قد يصبح تشخيص اضطراب القلق الأولي ممكنًا، لكن لا يجب افتراضه. بالنسبة لمثل هؤلاء المرضى، قد يكون تنبؤ مؤشر حساسية القلق أفضل في كشف اضطرابات القلق، بينما يعطي اختبار بيك للقلق نتائج خاطئة باقتراح القلق لدى مرضى خلل الوظائف المستقلة.

## الآلية
يُعد الجهاز العصبي الذاتي أحد مكونات الجهاز العصبي المحيطي ويتألف من فرعين: الجهاز العصبي الودي (إس إن إس) والجهاز العصبي اللاودي (بّي إس إن إس). يتحكم الجهاز العصبي الودي بالاستجابات الأكثر نشاطًا مثل ارتفاع معدل ضربات القلب وضغط الدم. يعمل الجهاز العصبي اللاودي على تبطيء معدل ضربات القلب ويساعد في الهضم على سبيل المثال. تظهر الأعراض بشكل نموذجي من الاستجابات غير الطبيعية لأحد الجهازين الودي أو الللاودي اعتمادًا على الحالة أو البيئة.